# Oceanactis rhodactylus
Oceanactis rhodactylus is een zeeanemonensoort uit de familie Minyadidae.
Oceanactis rhodactylus is voor het eerst wetenschappelijk beschreven door Moseley in 1877.